# Gymnangium undulatum
Gymnangium undulatum är en nässeldjursart som beskrevs av Watson 2000. Gymnangium undulatum ingår i släktet Gymnangium och familjen Aglaopheniidae. Inga underarter finns listade i Catalogue of Life.